# Pristomerus laticeps
Pristomerus laticeps är en stekelart som beskrevs av Joseph Augustine Cushman 1920. Pristomerus laticeps ingår i släktet Pristomerus och familjen brokparasitsteklar. Inga underarter finns listade i Catalogue of Life.